# تپه سنگر تپه سی
تپه سنگر تپه سی مربوط به دوره اشکانیان است و در شهرستان ساوه، بخش مرکزی، دهستان کوهپایه، روستای کردک واقع شده و این اثر در تاریخ ۷ خرداد ۱۳۸۷ با شمارهٔ ثبت ۲۲۹۹۱ به‌عنوان یکی از آثار ملی ایران به ثبت رسیده است.